# Список університетів Албанії
Це перелік акредитованих та неакредитованих вищих академічних установ, що базуються в Албанії. 

## Державні установи
| №  | Назва                               | Дата заснування        | Ректор             |
|    |                                     |                        |                    |
| 1  | Університет Тирани                  | 3 червня 1957 року     | Минир Коні         |
| 2  | Політехнічний університет Тирани    | 1 листопада 1951 року  | Андреа Малікарі    |
| 3  | Аграрний університет Тирани         | 1 листопада 1951 року  | Бахрі Мусабелліу   |
| 4  | Академія Збройних Сил               | 10 травня 1958 року    | Ружди Кучі         |
| 5  | Академія альбанологічних досліджень | 10 березня 2008 р      | Мареглен Верлі     |
| 6  | Академія безпеки                    | 20 грудня 1971 року    | Білбіл Мемай       |
| 7  | Спортивний університет Тирани       | 28 вересня 1960 року   | Агрон Кука         |
| 8  | Університет мистецтв                | 3 січня 1966 року      | Кастріот Чауші     |
| 9  | Університет медицини                | 23 січня 2013 р        | Арбен Гята         |
| 10 | Університет Олександра Мойсіу       | 20 грудня 2005 року    | Ксанела Сотірофскі |
| 11 | Університет імені Луїджа Гуракуці   | 28 травня 1991 року    | Адем Бектеші       |
| 12 | Університет Олександра Хувані       | 12 листопада 1991 року | Скендер Топі       |
| 13 | Університет імені Екрема Чабея      | 12 листопада 1991 року | Бекташ Мема        |
| 14 | Університет Фан Нолі                | 7 січня 1992 року      | Джерджі Меро       |
| 15 | Університет Вльори                  | 28 лютого 1994 року    | Роланд Зісі        |

## Приватні установи
| №  | Назва                                   | Засновано       | Ректор                     |
|    |                                         |                 |                            |
| 1  | Албанський університет                  | 2009 рік        | Віра Острені               |
| 2  | Алдент                                  | 2006 рік        | Агрон Мето                 |
| 3  | Університетський коледж бізнесу         | 2011 рік        | Проф. Доктор Леандро ХАКСІ |
| 4  | Університет Бедера                      | 2011 рік        | Фердинанд Джана            |
| 5  | Канадський технологічний інститут       | 2011 рік        | Хамад бен Абденнабі        |
| 6  | Університет Богоматері Доброї Ради      | 2004 рік        | Паоло Руатті               |
| 7  | Університет Епока                       | 2007 рік        | Гюнгьор Туран              |
| 8  | Європейський університет Тирани         | 2006 рік        | Тонін Гжурай               |
| 9  | Ivoclar Vivadent &amp; Partners College | 2003 рік        | Ентон Меле                 |
| 10 | Університет Логос                       | 2000 рік        | Джезаїр Теліті             |
| 11 | Університет Луарасі                     | 2003 рік        | Алекс Луарасі              |
| 12 | Університет Маріна Барлеті              | 2005 рік        | Маренглен Спіро            |
| 13 | Кіношкола Марубі                        | 2004 рік        | Куйтим Чашку               |
| 14 | Середземноморський університет Албанії  | 2005 рік        | Анастас Ангелі             |
| 15 | Столичний університет Тирани            | 2011 рік        | Агім Селеніка              |
| 16 | Університет Nehemiah Gateway            | 2010 рік        | Доктор юр. Еліс Тареллі    |
| 17 | Професійний коледж Тирани               | 2015 рік        | Луан Карчанай              |
| 18 | Поліський університет                   | 4 квітня 2006 р | Бесник Алай                |
| 19 | Університетський коледж Кіріазі         | 2006 рік        | Джоке Ульдедай             |
| 20 | Тиранський університет бізнесу          | 2010 рік        | Лавдош Захо                |
| 21 | Університет Паваресія                   | 2009 рік        | Лавдош Ахметай             |
| 22 | Академія прикладних досліджень «Reald»  | 2010 рік        | Сабіт Брокай               |
| 23 | Університет Нью-Йорка в Тирані          | 2002 рік        | Фатос Таріфа               |
| 24 | Університет мудрості                    | 2008 рік        | Пишний Перпалі             |

## Закриті установи
- Американський університет Тирани
- Крістальський університет
- Університет Вітріна
- Вища партійна школа В. І. Леніна

## Інші установи
- Албанське державне агентство з акредитації вищої освіти
- Академія наук Албанії
- Центр досліджень та розробок з інформаційних технологій та телекомунікацій (Албанія)
- Навчальний інститут ім. Веллезеріта Катазі